# Disidență
Disidența (De la lat. dissidentĭa) este înțeleasă ca expresie formală a unui dezacord (parțial sau total) față de  alte criterii (individuale sau colective), cu conotație auto-excludentă, față de ordinea stabilită în societate sau în oricare din domeniile derivate. Astfel, in sociologie, disidența se prezumă a fi echivalentă cu auto-excluderea din calitatea de membru al unui grup (cum ar fi o comunitate sau o instituție) căreia respectiva persoană i-a fost (voluntar sau involuntar), membru . Fără indoială (pe părți sau pe întreg), disidența  poate fi axată,  de asemenea, pe o anumită gândire, pe anumite acte sau activități concrete, inclusiv pe anumite credințe (convingeri).
- Conform Dicționarului Limbii Spaniole:

„"disidență" (Del lat. dissidēre) semnifică «a se separa de la o comună doctrină, credintă o conduită» si "disidență" (Del lat. dissidentĭa) «f. Actiunea sau efectul de a fi in disidență» sau «f. Grav dezacord de opinii».”

## Etimologie
Disidența, derivă din Disidir (din latinescul „di-sedeo”), a cărui etimologie literal-compusă înseamnă „a separa, a nu rămâne”. Pentru diverse metonimii sensul său se extinde la sinonimiile de a nu dori, „a fi sau a aparține aceluiași grup sau aceluiasi criteriu”, fig. „a nu sta împreună”, „a nu se putea armoniza”, etc
Termenul di-sedeo este compus din prefixul de origine greacă, Di, și verbul latin Sedeo. Di, din greacă Dyoo (două), prefix al dublării care implică separarea sau dualitatea iar aceasta evocă o potențială sau eventuală contrarietate/contradicție. Sedeo (sedeô, ês, êre, sêdî, sessum) înseamnă permanență, rămânere, ședere. A rămâne, din latinescul maneo, din grecescul menoo (a rezida), din sanscritul manas, rememorare a conceptului man (a gândi). De aici se aplică accepției de gândire diferită. Cu aceasta ultimă accepțiune, termenul este, in actualitate (in era contemporană) folosit cu amplitudine și cu intensitate generică în domeniul specific politicii și in alte activități relationate sau derivate.

## Evoluția istorică a utilizării termenului „disident”

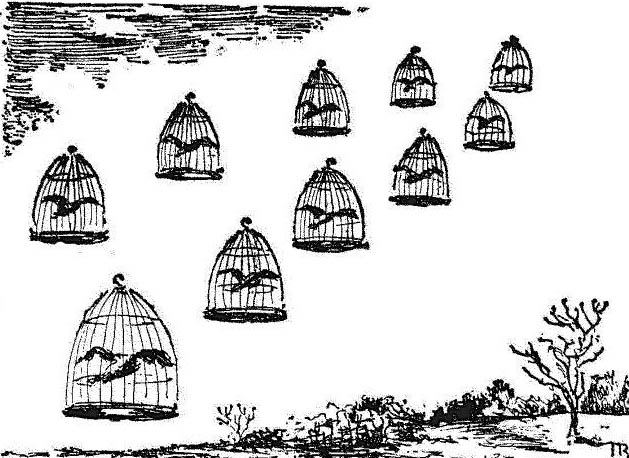
Reprezentare a disidenței facuta de pictorul rus Vitaly Peskov in viața sovietica (1970).

Termenul „disident” s-a utilizat inițial pentru a se face referire la cineva care se demarcă de o doctrină religioasă sau de o dogmă, mai înainte de a se fi aplicat in domeniul politic și ideologic. În Anglia, încă din secolul al XVI-lea, termenul  dissenter („disident”) desemna protestanții, care nu acceptau religia oficială (anglicanismul).
Termenul a fost folosit pentru prima dată din punct de vedere politic în perioada dintre cele două războaie mondiale, odată cu ascensiunea sistemelor totalitare, fasciste și staliniste. S-a aplicat mai ales pe timpul epurărilor din Uniunea Sovietică din anii treizeci, și (după cel de-al Doilea Război Mondial) a denumitelor democrații populare din Europa de Est. Fără a a fi limitat doar la Comunismul sovietic, termenul este aplicat si pentru a desemna opozanți ai vreunei ideologii dominante; calificând drept "disidente" persoanele care contestă (mai mult sau mai puțin radical) sistemul politic din țara căreia ii sunt cetățeni. Denumirea este justificată mai ales dacă, din motive de conștiință, asumându-si tot soiul de dezavantaje, si chiar persecuție, acești "disidenți" se află in discrepanță cu majoritatea în țările dominate de regimuri totalitare, dictatoriale sau opresive, sau in țări care nu permit libera exprimare a acestor opozanți sau nu permit denunțarea de situații injuste (discriminare, opresiune a minorităților, etc), Chiar și în țările democratice au fost "disidenți" care au suferit pierderea pozitiei lor profesionale, ca o consecință a ideilor lor politice (de exemplu, aplicarea mecarthismului în anii 1940 - 1950 în Statele Unite ale Americii). În cazurile cele mai grave, disidentul infruntă închisoarea, tortura, internarea în unități de psihiatrie, sau chiar executarea judiciară sau extrajudiciară. Represiunile masive conduc la apariția de lagăre de concentrare sau de lagare de muncă (al celor de reeducare de tip maoist, al celor de tipul Gulagului sovietic - Aleksandr Soljenițîn-). În alte cazuri, disidenții se confruntă cu  exilul  (cel impus sau cel voluntar, în multe randuri clandestin, pentru că emigrarea este interzisă - vezi -zidul Berlinului-).
În unele cazuri, "disidentul" era, la un moment  anterior, un susținător al regimului caruia ii aduce mai apoi critici. Când este utilizat acest termen in manieră colectivă, atunci include intregul ansamblu de persoane disidente față o anumită societate sau față de anumite aspecte ale domeniilor acelei societăți, chiar dacă nu o fac neapărat din același punct de vedere și, prin urmare, nu constituie o forță uniformă.

## Atitudine
Disidența/dezacordul/disensiunea caracterizează o acțiune sau o stare. Prin urmare, se poate manifesta prin acte (acțiuni), dar poate fi, de asemenea, un mod de viață sau un mod de gândire, care poate fi mai interiorizat decât exteriorizat. Expresiile „a trăi în disidență” sau „a intra în disidență” se referă la o filozofie de viață, la un angajament total a unui individ sau a unui grup, care își asumă toate consecințele materiale și spirituale ale alegerii sale.
Dizidența este o atitudine care nu neapărat se află îndreptată împotriva a ceva, ci mai degrabă presupune un dezacord sau o distanțare față de o putere publică sau față de o autoritate politică. Nu intră neapărat în conflict direct, dar se distanțează, caută alte căi sau alte spații de legitimitate. În acest fel, termenul de „disidență” este diferită de termeni precum „contestație” și/sau „opoziție”, termeni care indică o confruntare directă în chiar interiorul sistemului politic atunci în vigoare.

## Diverse mișcări disidente
- Mișcarea crestină disidentă înainte și în timpul Reformei Protestante.
- Disidența sovietică
- Disidența chineză: Carta 08
- Disidența în SUA: Macarthismo, Partidul Pantera Neagră, Programa de Contrainformații.
- Disidența cubaneză
- Disidența cehoslovacă: Carta 77

## Disidenți celebri

### Din țările dinBlocul de Est

#### URSS
- Anna Ahmatova (URSS)
- Andrei Amalrik (URSS)
- Vladimir Bukovski (URSS)
- Pável Florenski (URSS)
- Lev Kópelev (URSS)
- Nadejda Mandelshtam (URSS)
- Ósip Mandelshtam (URSS)
- Anatoli Pristavkin (URSS)
- Andrei Dimitrievici Saharov (URSS)
- Aleksandr Soljenițîn (URSS)

#### Republica Democrată Germană
- Rudolf Bahro (RDA)
- Stefan Heym (RDA)
- Reiner Kunze (RDA)

#### Cehoslovacia
- Carta 77 (Cehoslovacia)
- Václav Havel (Cehoslovacia)
- Jaroslav Seifert (Cehoslovacia)

#### Bulgaria
- Georgi Markov (Bulgaria)

#### Polonia
- Adam Michnik (Polonia)
- Lech Wałęsa (Polonia)

#### Ungaria
- Tivadar Soros (Ungaría)

### Din China
- Chen Guanngcheng
- Chen Xiaoming
- Fang Lizhi
- Fu Xiancai
- Hu Jia
- Wei Jingsheng
- Harry Wu
- Ye Guozhu
- Yu Dongyue
- Zeng Jinyan
- Zhang Xueliang
- Mamele din Tiananmen
- Miscarea Democratică Chineză

### DinAfrica de sud, sub apartheid
- Nelson Mandela
- Winnie Mandela
- Desmond Tutu

### Din țările islamice
- Hashem Aghajari (Iran)
- Sa'ad Al-Faqih (Arabia Saudită)
- Chahla Chafiq-Beski (Iran)
- Akbar Ganji (Iran)
- Faradsch Sarkuhi (Iran)
- Zouhair Yahyaoui (Tunisia)

### Din Cuba

#### Dictaturile Machado și Batista
- Ruben Martinez Villena
- Julio Antonio Mella
- Antonio Guiteras Holmes
- Eduardo R. Chivas
- Frank Pais
- Jose A. Echeverria
- Jesus Menéndez
- Juan Marinello
- Fidel Castro
- Raul Castro

#### Revoluția și Statul Socialist cubanez (după 1959)
- Gustavo Arcos
- Sebastián Arcos
- Reinaldo Arenas
- Reinaldo Escobar Sánchez
- Oscar Elías Biscet
- Francisco Chaviano
- Damas de Blanco
- Guillermo Fariñas
- Dr Juan Antonio Blanco Gil
- Oswaldo Payá Sardiñas
- Raúl Rivero
- Vladimiro Roca
- Armando Valladares

### Din Rusia si Belarus
- Larissa Arap
- Aleksandr Litvinenko
- Alexander Milinkevich (Belarus)
- Anna Politkóvskaya

### Din alte țări
- Xanana Gusmão (Timorul de Est)
- Gregoris Lambrakis (Grecia)
- Salih Mahmoud Mohammed Osman (Sudan)
- Aung San Suu Kyi (Myanmar)
- Carlos Felipe Ximenes Belo (Timorul de Est)
- Leyla Zana (Turcia)